# Петі-Гоав
Петі-Гоав (гаїт. креол. Tigwav) — місто на узбережжі Західного департаменту Гаїті. Розташовано за 68 км на південний захід від столиці країни Порт-о-Пренса. Має населення близько 12 000 осіб.

## Історія
Місто є одним з найстаріших у країні. Наприкінці XVI століття іспанці назвали його Агуава. Після французької колонізації місто було розділено на дві частини: Гран-Гоав та Петі-Гоав. Петі-Гоав набув розвитку та став де-факто столицею колонії Сан-Домінго.

## Видатні жителі
- Дені Лафер'єр — гаїтянський-канадський письменник
- Фостен-Елі Сулук (Фостен I) — президент (1847–1849) та імператор (1849–1859) Гаїті
- Ісса ель-Сайєх — музикант